# Monica Hellström
Monica Hellström (født 1975) er dansk filmproducer i filmproduktionsselskabet Final Cut for Real
Monica Hellström har produceret en række prisbelønnede dokumentarfilm heriblandt Flee (2021), som er nævnt som et dansk bud i kapløbet om en Oscar i 2022, samt Oleg og krigen, international titel: The Distant Barking of Dogs (2017).